# Carl Jacob Collin
Carl Jacob Collin, född den 16 september 1821 i Malmö, död den 25 november 1896 i Rängs församling, Malmöhus län
, var kyrkoherde och trädvurmare.
Efternamnet härstammar från farfadern, kyrkoherden i Önnestad, Jeppa Collin (född 1740, död 1820) som bildade släktnamnet efter sin födelsegård Jordberg.
Fadern Martin Elmgren Collin (född 1788, död 1863) var prost och kyrkoherde i Glimåkra samt Örkened. Just Glimåkra ska ha varit roten till sonens trädintresse.
Studiebanan för Carl Jacob lyder som följer: började studera i Lund 1839, prästvigdes 1845 o doktorerade ("fil. dokt.") 1853. Därefter följde tjänstgöring som vice pastor vid Lunds domkyrka 1855-1871 samt kyrkoherde i Räng (och Stora Hammar) 1869. Avslutningsvis var han inspektor för Lägre allmänna läroverket i Trelleborg 1873-1885. I skrift har han lämnat efter sig "en predikan på palmsöndagen".
Träden som planterades i nuvarande Ljunghusen 1873-1896 kallas Ljungskogen och bidrog till att minska sandflykten från ljungheden. Det fanns fortfarande år 2022 sådan hed kvar väster om det planterade området.
Collin har fått både en väg uppkallad efter sig (Collins väg) samt en minnessten (Collins sten/Collin-stenen, ej att förväxla med den "Collins sten" som rests, i Kongelunden på Amager, efter Jonas Collin som planterade denna lund 1819).